# بوابة التايمز
بوابة التايمز مساحة من الأرض تمتد 70 كيلو متراً من أراضي شرق لندن على جانبي نهر التايمز ومصب النهر. خصصت تلك الأراضي من ضمن الأولويات الوطنية لتحديث المناطق الحضرية، مستفيدة بذلك من فرص التطوير التي توفرت بانتهاء خط السكك الحديدية. امتدت هذه الأراضي من ويستفيري في تاور هامليت إلى جزيرة شيبي وتوسعت خلال ثلاث من الأقاليم البريطانية. تمت عمليات التطوير من خلال وكالات التنمية الإقليمية، وهي شراكات محلية وتعاونية ذات أهداف تنموية خاصة.

## النطاق
تضم بوابة التايمز أقساماً مختلفة من 16 مقاطعة محلية مختلفة من ثلاث مناطق:
| المنطقة             | الأحياء | بلدية لندن (بني)، مناطق غير تابعة للعاصمة (أخضر) والسلطات الوحدوية (أخضر غامق). |
| لندن الكبرى         | من شمال شرق لندن وجنوب شرق لندن، المناطق الإدارية التابعة لباركينغ، داغنهام، بيكسلي، هافرينغ، لويشهام، غرينتش، نيوهام، تاور هاملتس. | بلدية لندن (بني)، مناطق غير تابعة للعاصمة (أخضر) والسلطات الوحدوية (أخضر غامق). |
| شرقي بريطانيا       | إسكس المناطق غير التابعة لمقاطعة باسيلدون، كاستيل بوينت، ومقاطعة روتشفورد؛ والسلطات الوحدوية من ثاروك و Southend-on-Sea             | بلدية لندن (بني)، مناطق غير تابعة للعاصمة (أخضر) والسلطات الوحدوية (أخضر غامق). |
| جنوبي شرقي بريطانيا | المناطق غير التابعة لكنت من دارتفورد وغريفشام والأجزاء الغربية من سويل، والسلطات الوحدوية من ميدواي                                 | بلدية لندن (بني)، مناطق غير تابعة للعاصمة (أخضر) والسلطات الوحدوية (أخضر غامق). |

## الملف
تستوعب المنطقة حوالي 1.6 مليون نسمة وتتضمن بعض أكثر المناطق حرماناً في البلاد، إذ لا تصل إليها المواصلات العامة والخدمات وتنعدم فيها فرص التوظيف والسكن الجيد بسعر معقول. وضعت حدود المنطقة لتحديد حزام ضفاف النهر، ما حدّد مساحة واسعة تتضمن العديد من الصناعات التي تخدم مدينة لندن والمنطقة الجنوبية الشرقية. هجر المنطقة ترك إرثاً من التقصير والأراضي الملوثة على نطاق واسع كتلك التي تقع حول منطقة تيلبوري.
كانت الحكومات المتعاقبة والمخططون ينظرون إلى الأراضي الزراعية وأراضي المستنقعات على أنها محفزاً للتطوّر والنهوض الاجتماعي للمنطقة، ما يساعد في التخفيف من بعض الضغوط الناجمة عن النمو على منطقة لندن الجنوبية الشرقية. كما تعتقد الحكومة أن مشاريع الإسكان التابعة للقطاع الخاص الجديد ستحُد من التضخم في تكاليف السكن. لكن بعض أجزاء تلك المناطق تشهد كثافة سكانية عالية مع ضعف فرص التطوير الإسكاني، منها على سبيل المثال منطقة " Southend-on-Sea" التي تحتل المرتبة الثامنة في ترتيب المناطق التي تقع خارج مدينة لندن من حيث الكثافة السكانية، كما أن التوسع ليس أمراً ممكناً بسبب وجود النهر جنوباً، وموقعها ضمن المجمعات السكانية التي تمتد حتى مدينة لندن.

## الإدارة
تعتبر الحكومة والمجتمعات المحلية مسؤولة عن تنسيق مشاريع التنمية في المنطقة، وستعمل الهيئات التالية على تسليم منجزات مشاريع التنمية: وكالة التنمية الإقليمية، وكالة تنمية مدينة لندن، وسلطة لندن الكبرى، ووكالة تنمية شرق بريطانيا ووكالة تنمية جنوب شرق بريطانيا ووكالة التجديد الوطنية.
يهدف مشروع بوابة التايمز إلى تحسين الاقتصاد في المنطقة من خلال تطوير أراضي المستنقعات والأراضي الزراعية والحقول واستغلال البنية التحتية للنقل المتوفرة ومن خلال نهضة التجمعات السكانية الحضرية المتواجدة. يمكن عمل مقارنات مع مشاريع تنمية مناطق مدينة باريس على طول وادي المارن، لكن في حالة مشروع بوابة التايمز فإن مساحة الأراضي المستخدمة أكبر.

## روابط خارجية
- الموقع الإخباري لبوابة التايمز، ويتم تحديثه يومياً.
- بيان صحفي عن تقرير باركر عن الآثارالاقتصادية المترتبة على بناء المزيد من الوحدات السكنية في جنوب شرق إنجلترا. وزارة المالية البريطانية، 2004.
- التنمية المستقبلية للنقل الجوي في المملكة المتحدة: جنوب شرق. وزارة النقل (بريطانيا) 2001.
- كلارك، أندرو (16 كانون الأول (ديسمبر) 2002). اعتراضات على مطار كنت. صحيفة الغارديان (العنوان الوطني في بريطانيا)"
- منتدى بوابة التايمز لندن